# 피시아노
피시아노(이탈리아어: Fisciano)는 이탈리아 캄파니아주 살레르노도에 위치한 코무네다. 이 지역은 1988년에 새 캠퍼스 건설을 위해 살레르노 대학교에게 기증되었다.

## 같이 보기
- 살레르노 대학교